# Плацдарм «Юта»
Плацдарм «Юта» (англ. Utah Beach) — кодове найменування одного з п'яти секторів вторгнення союзників силами VII корпусу 1-ї американської армії 6 червня 1944 року на узбережжя окупованої нацистами території Франції в ході висадки в Нормандії часів 2-ї світової війни.

## Історія

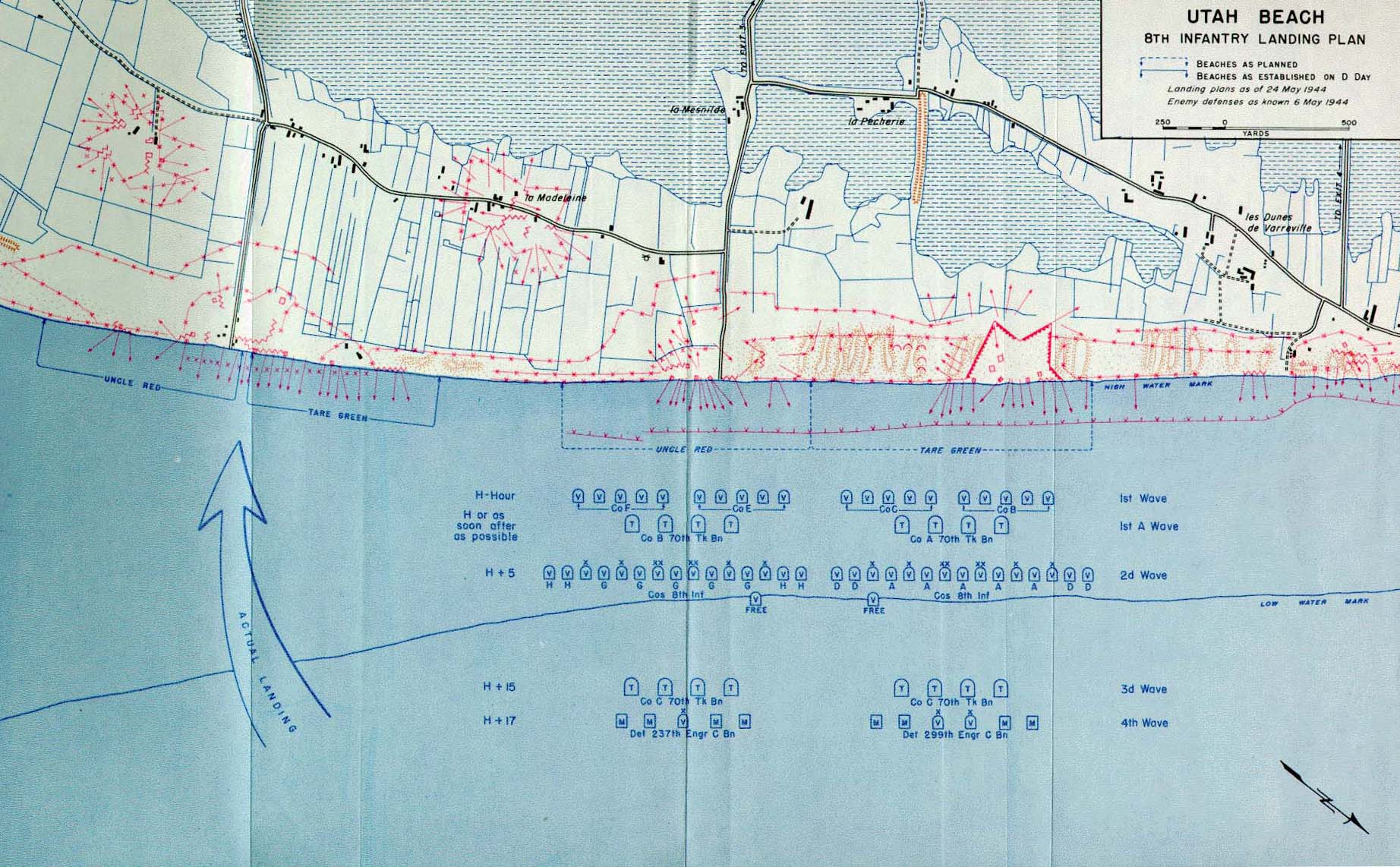
План висадки морського десанту на плацдарм «Юта»

Плацдарм «Юта» знаходився на самому крайньому, західному фланзі зони вторгнення англо-американських військ до Нормандії. Шириною до 5 км, він знаходився між населеними пунктами Поупвілль і Ла-Маделейн на лівому березі естуарію річки Дув.
Висадка військ планувалася в 4 етапи: в першу чергу йшов десант на 20 висадочних катерах по 30 чоловік в кожному, із складу 8-го піхотного полку 4-ї піхотній дивізії. Початок операції з висадки був запланований на 6:30 ранку. Після цього, з інтервалом у декілька хвилин слідували 2 батальйони, загальною чисельністю до 1000 чоловік, за якими у свою чергу висаджувалися останні дві хвилі з підрозділами інженерних військ, артилерія і органами управління.
З наближенням першої хвилі десанту на відстань 250—350 метрів командири використовували спеціальні сигнальні засоби для подачі сигналу військово-морським силам про початок артилерійської підтримки висадки підрозділів. Практично точно по запланованому часу, війська почали висадку з десантних засобів на відстані до 90 метрів від урізу води. Артилерійські підрозділи Вермахту зробили спробу подавити противника, але були виведені з ладу вогнем корабельної артилерії союзників були вимушені припинити вогонь.
У складі перших підрозділів, які висадилися на берег, особливо відзначився заступник командира 4-ї дивізії бригадний генерал Теодор Рузвельт мол., син 26-го Президента США, Теодора Рузвельта, який особисто очолив висадку морського десанту на узбережжі. Він став першим і єдиним генералом союзної армії, що висадився на території окупованої Нормандії в Д-День, і у віці 57 років став найстарішим солдатом, що досягнув узбережжя.
Усвідомивши, що через погодні умови, що ускладнилися, висадка сталася з істотним відхиленням від заздалегідь запланованих ділянок, Рузвельт миттєво перейняв усе подальше командування десантом на себе і зумів чітко організувати управління останніми хвилями союзного десанту. Кожен підрозділ на місці отримував від нього уточнені завдання і з ходу вступав в бій. Зберігаючи крижаний спокій в таких умовах, генерал не втрачаючи відчуття гумору, упевнено і, всіляко підтримуючи солдатів, які висадилися в перших рядах морського десанту, керував бойовими діями на плацдармі. Пізніше за прояву мужності під час вторгнення у складних бойових умовах бригадний генерал Теодор Рузвельт молодший був нагороджений медаллю Пошани.
До кінця першого дня висадки американці змогли зосередити на березі до 23 250 чоловік особового складу з 1700 одиницями бойової техніки. При висадці зазнали втрат, які складали в сукупності убитими і пораненими до 200 чоловік.
Основними чинниками, які позитивно вплинули на успіх висадки на плацдармі стали:
- слабкість фортифікаційних укріплень німців на цій ділянці узбережжя, яка, з точки зору командування Вермахту, була малопридатна для вторгнення союзників;
- ефективність попередніх авіаційної і артилерійської підготовки вторгнення військ;
- успішне застосування плавучих танків, які на відміну від плацдарму «Омаха» були спущені на воду на незначному видаленні від берега, не понесли втрат на плаву, і таким чином, змогли результативно вплинути на бойові дії піхотних підрозділів на березі;
- помилка при висадці військ — при відхиленні більш ніж на 1,5 км від своїх запланованих напрямків десант виявився поза зоною досяжності кулеметного і артилерійського вогню Вермахту на плацдармі;
- дія повітряно-десантних дивізій в тиловій смузі оборонних позицій німців, які своїми активними діями змогли дезорганізовувати систему управління військами противника, вивести зі строю багато елементів оборонні зміцнень противника і підірвати можливість німецького командування ефективно здійснювати контрзаходи проти морського десанту. Проте, в той же час, повітряний десант заплатив за це дуже значну ціну: втрати становили до 40 % лише в 101-ї дивізії.